# Cayos Miskitos
Cayos Miskitos – archipelag o powierzchni 27 km² położony na Morzu Karaibskim niedaleko północno-wschodniego wybrzeża Nikaragui, część Wybrzeża Karaibskiego Północnego.

## Geografia
Archipelag składa się z 76 obiektów, takich jak rafy koralowe, ławice koralowe, skupiska trawy morskiej oraz wysepki. Dwanaście spośród tych formacji jest porośnięte roślinnością i w konsekwencji tworzy wyspy z plażami pokrytymi białym piaskiem. Największą i najważniejszą ławicą jest Cayo Miskito, zwana również Cayo Mayor. Jest ona położona w środku archipelagu i ma powierzchnię 37 km². Największe wyspy archipelagu to: Cayo Maras, Cayo Nasa oraz Cayo Morrison Denis.
Powstały w 1991 roku Rezerwat Przyrody Cayos Miskitos jest jednym z 78 obszarów chronionych w Nikaragui.